# کوکوهای زمینی آمریکایی
کوکوهای زمینی آمریکایی (نام علمی: Neomorphus) سرده‌ای از کوکوهای زمینی از تیرهٔ کوکویان (Cuculidae) است. برخلاف اندازه نسبتاً بزرگ آنها، بسیار نامحسوس هستند و به ندرت دیده می‌شوند. آنها به جنگل‌های اولیه نمناک در نوگرمسیری محدود می‌شوند و برخلاف ظاهر مشابه آنها، ارتباط نزدیکی با کوکوهای زمینی آسیایی از سردهٔ Carpococcyx ندارند.